# Miralago
Miralago (deutsch: Seeblick) ist ein kleiner Weiler im Tal Puschlav im Kanton Graubünden in der Schweiz und gehört politisch zu den Gemeinden Poschiavo und Brusio. Miralago hiess bis 1938 Meschino („ärmlich“).

## Geographie
Der Ort liegt auf einer Höhe von 965 m am Südufer des Lago di Poschiavo. Die Kirche von Miralago wurde 1682 erbaut. Miralago verfügt über einen Bahnhof der Rhätischen Bahn. Die Grenze zwischen den Gemeinden Poschiavo und Brusio verläuft mitten durch den Weiler.
Der Boden, auf dem der Weiler steht, entstand vor Jahrtausenden durch einen Felssturz, der den See aufstaute. Ursprünglich war der Seespiegel Dutzende von Metern höher; der See reichte bis nach Poschiavo.
Eine Blütezeit erlebte der Weiler in den ersten Jahren des 20. Jahrhunderts, während des Baus der Berninabahn. Damals gab es beim Mota dal Meschin vier Restaurants und Gasthöfe, heute ist noch ein Hotel geöffnet. Seitdem nahm die Bevölkerung stetig ab: In den 1950er Jahren wohnten noch rund 50 Einwohner im Ort, heute sind es noch knapp 20 Personen.